# Autreville (Vosges)
Autreville ist eine französische Gemeinde mit 191 Einwohnern (Stand 1. Januar 2022) im Département Vosges in der Region Grand Est (bis 2015 Lothringen). Sie gehört zum Arrondissement Neufchâteau und zum Gemeindeverband Ouest Vosgien.

## Geografie

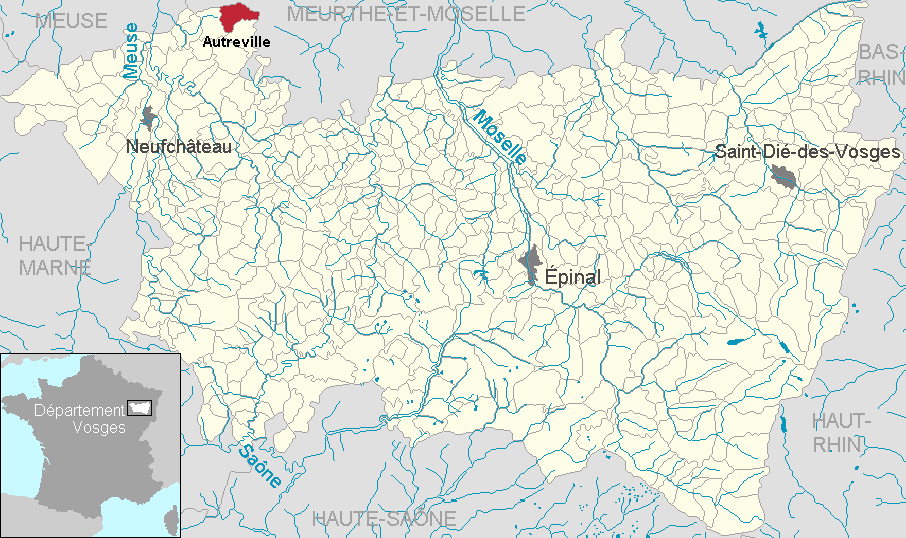
Lage der Gemeinde Autreville
im Département Vosges

Autreville ist die nördlichste Gemeinde des Departements Vosges an der Grenze zum Département Meurthe-et-Moselle. Im kalkhaltigen Untergrund des Gemeindegebietes fließt die Aroffe. Im Nordwesten der Gemeinde verläuft die Römerstraße Via Agrippa von Lyon nach Trier; durch den waldreichen Nordwesten die Autoroute A31. Nachbargemeinden von Autreville sind Barisey-au-Plain im Norden, Colombey-les-Belles und Selaincourt im Nordosten, Harmonville im Südosten, Punerot im Westen sowie Saulxures-lès-Vannes im Nordwesten.

## Bevölkerungsentwicklung
| Jahr                       | 1962 | 1968 | 1975 | 1982 | 1990 | 1999 | 2010 | 2020 |
| Einwohner                  | 152  | 145  | 132  | 119  | 108  | 124  | 162  | 190  |
| Quellen: Cassini und INSEE |      |      |      |      |      |      |      |      |

## Sehenswürdigkeiten

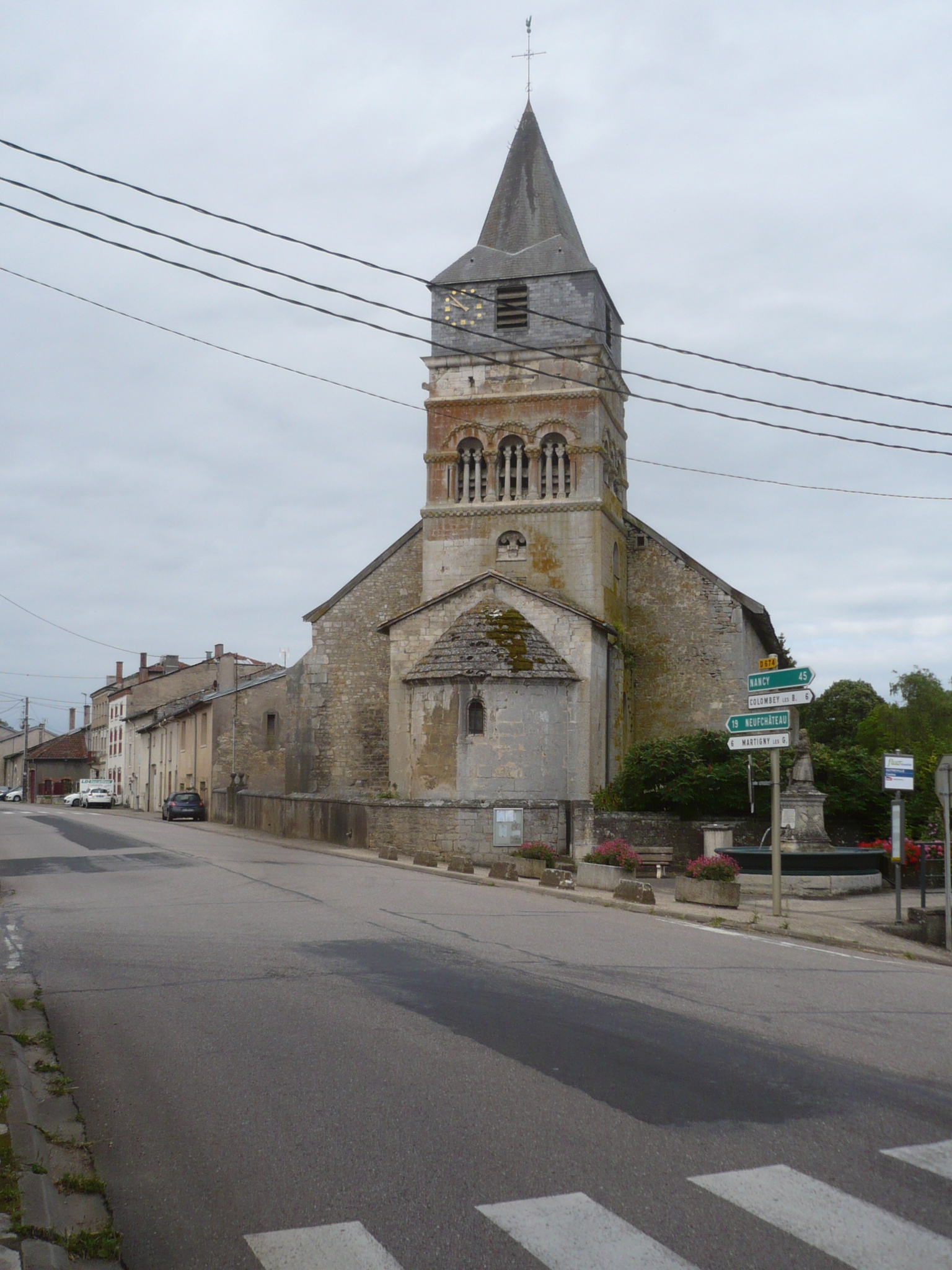
Kirche Saint-Brice
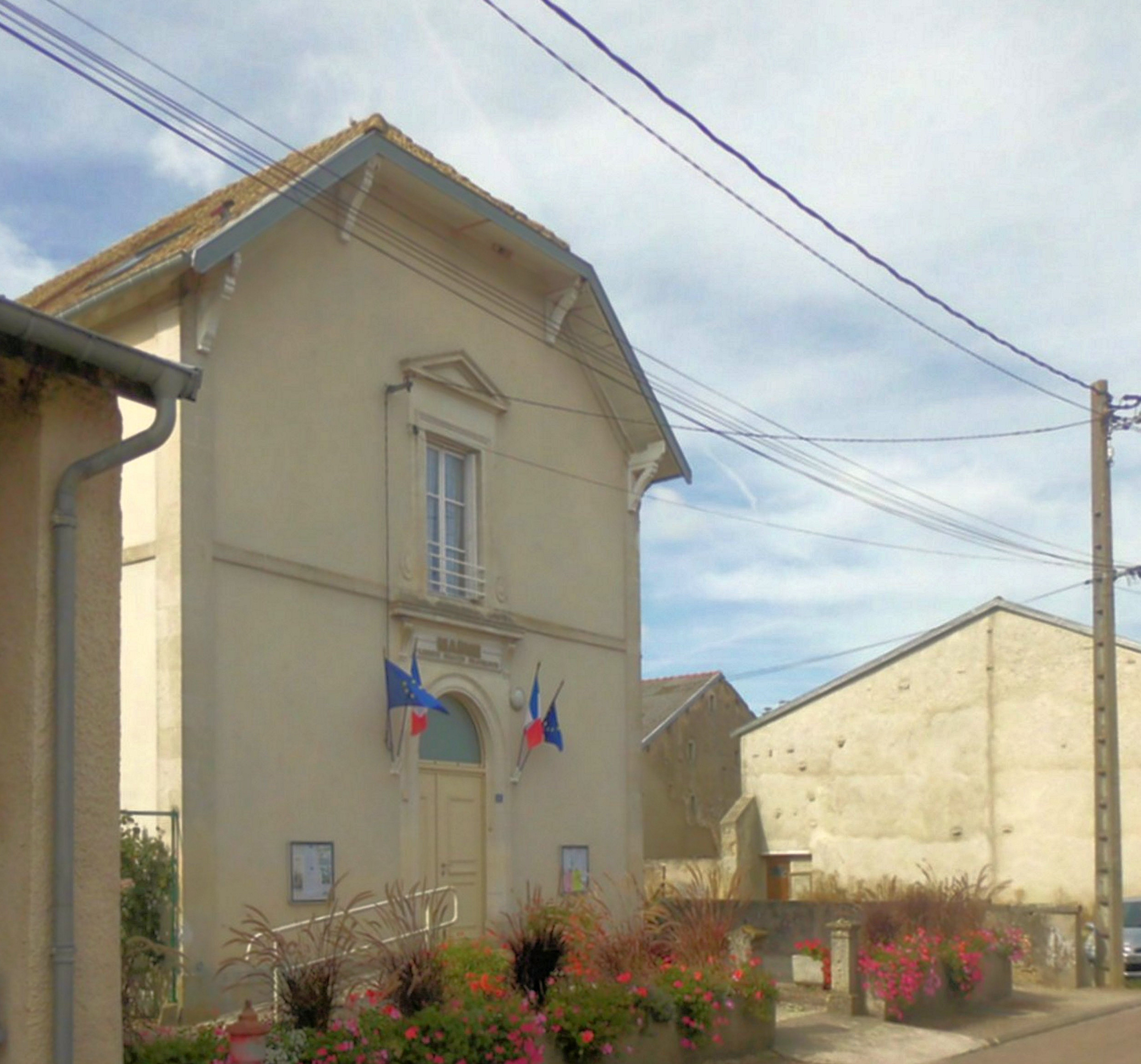
Mairie (Rathaus) Autreville

- Jeanne-d’Arc-Denkmal
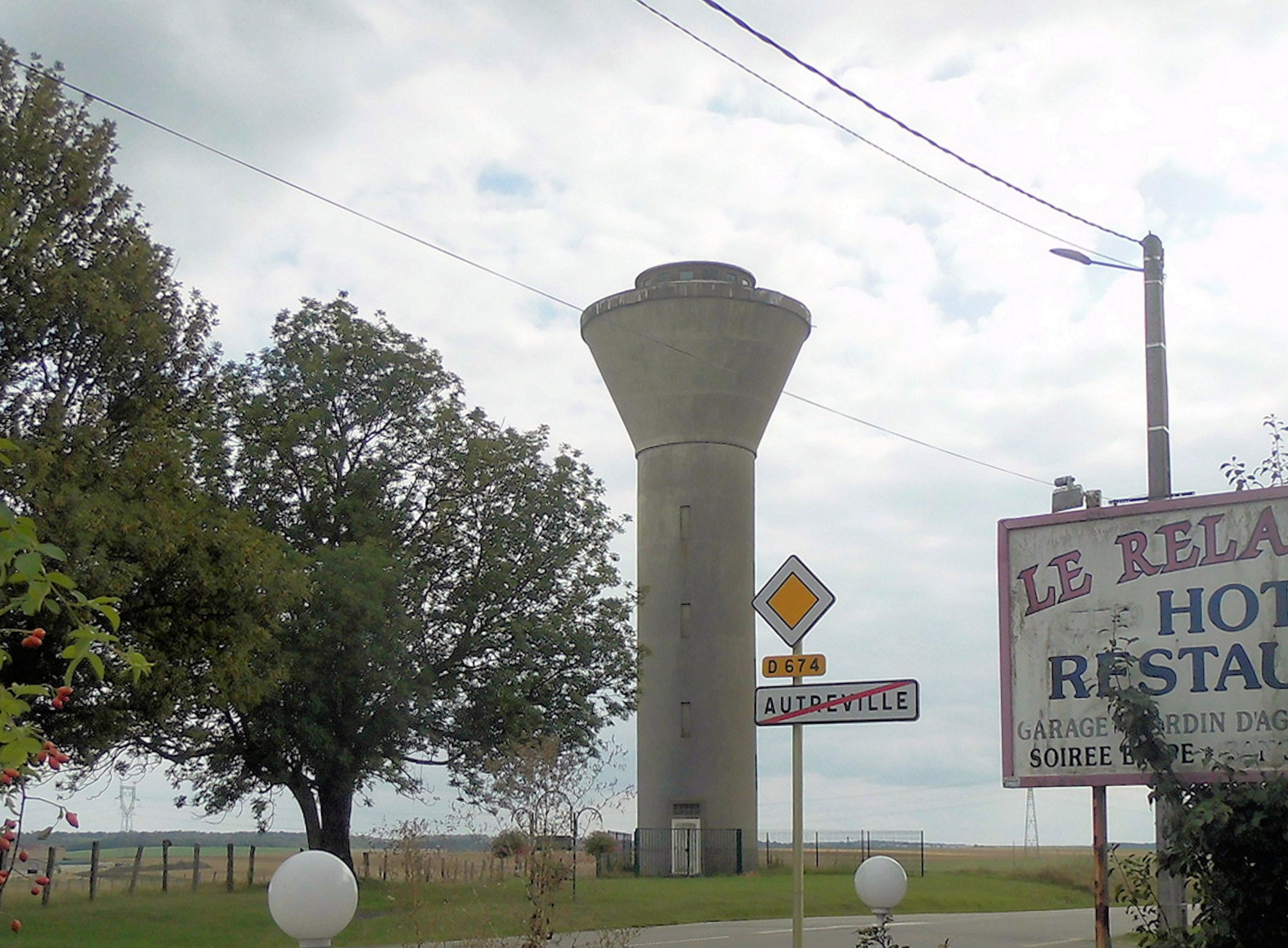
Wasserturm
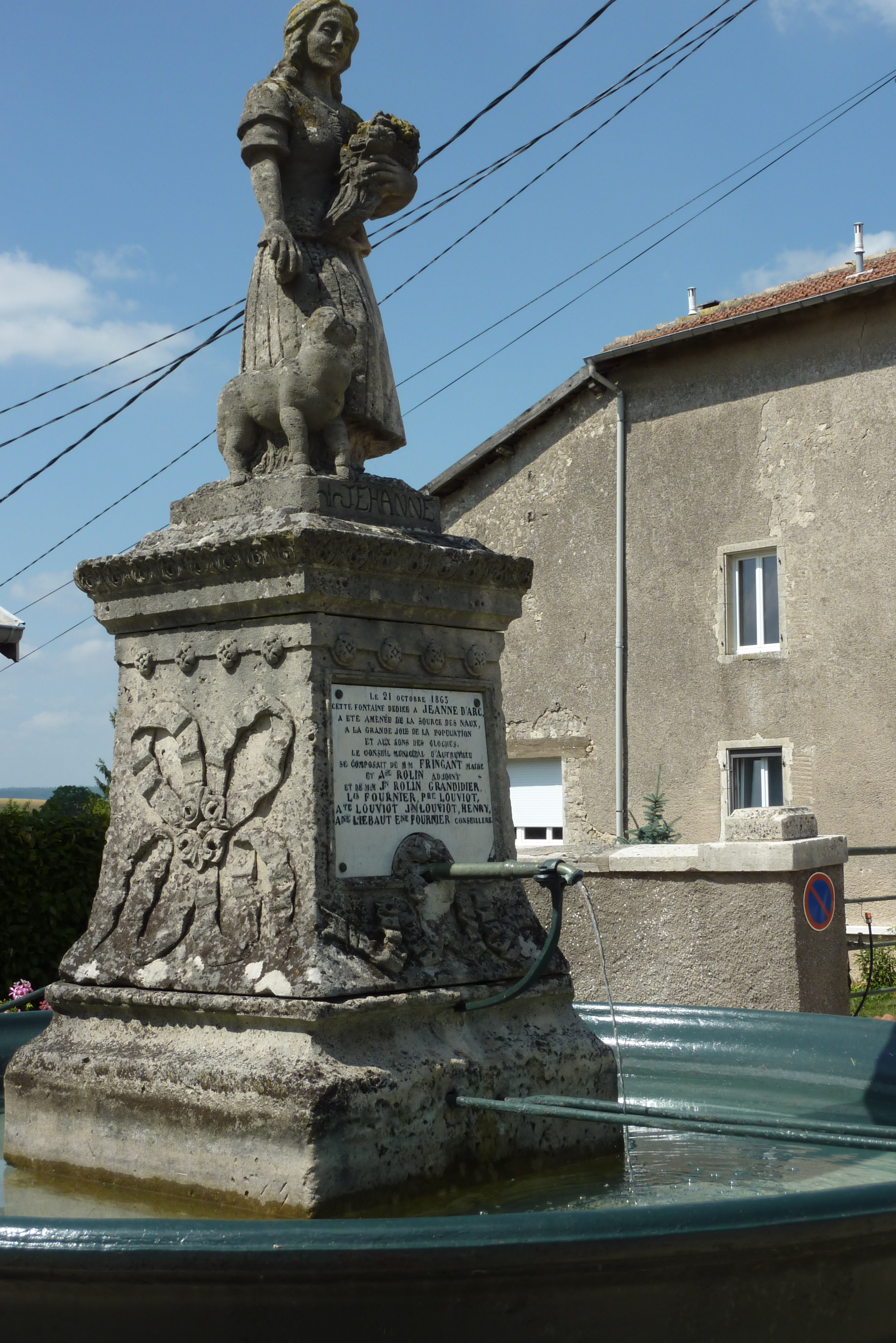
Jeanne-d’Arc-Denkmal

- Kirche Saint-Brice
- Mairie (Rathaus) Autreville
- Wasserturm
- Jeanne-d’Arc-Denkmal